# All Visible Objects
All Visible Objects est le 17e album de Moby sorti le 15 mai 2020. Un extrait, Power Is Taken, a été dévoilé le 14 janvier 2020,,,.

## Liste des titres
| No  | Titre               | Durée |
| --- | ------------------- | ----- |
| 1.  | Morningside         |       |
| 2.  | My Only Love        |       |
| 3.  | Refuge              |       |
| 4.  | One Last Time       |       |
| 5.  | Power Is Taken      |       |
| 6.  | Rise Up in Love     |       |
| 7.  | Forever             |       |
| 8.  | Too Much Change     |       |
| 9.  | Separation          |       |
| 10. | Tecie               |       |
| 11. | All Visible Objects |       |